# Два пути (авраамические религии)
«Два пути́» (др.-греч. Ὁδοὶ δύο) — покорение воле Божьей — «путь жизни» на благо человеку, а противление воле Божьей — «путь смерти» во зло человеку. В авраамических религиях (иудаизм, христианство, ислам) учением о «двух путях» усмиряют человека и побуждают к соблюдению заповедей (воле Бога).
Согласно Моисееву закону, в иудаизме призывают к соблюдению всех заповедей, провозглашённых на горе Синай и записанных в Торе, чтобы счастливо жить на Земле, обетованной Богом (Исх. 20; Втор. 28, 30; Иер. 21:8; Пс. 1). Фарисеи свели все заповеди к двум (Лк. 10:25—37) — любить Бога (Втор. 6:5) и любить ближнего (Лев. 19:18) и «золотое» правило, отрицательно оформленное — «всего того, чего не желаешь, чтобы случилось с тобой, не делай и ты другому» (Дидахе 1).
Иудеохристиане и эбиониты также следовали учению о «двух путях» (Мф. 7:13—14) и исполняли иудейские заповеди, а «золотое» правило оформили положительно — «во всём, как хотите, чтобы с вами поступали люди, так поступайте и вы с ними, ибо в этом закон и пророки» (Мф. 7:12). Декалог составлен из половин, где одна — о небесном (любить Бога), другая — о земном (любить ближнего), христианская молитва «Отче наш» устроена схожим образом. Учение о «двух путях» упомянуто в раннехристианских произведениях Дидахе и Послании Варнавы, а после в Синоптических Евангелиях и Деяниях.
В исламе известно учение о «двух путях» — «направь прямой стезёю нас, стезёю тех, кто милостью Твоею одарён, а не стезёю тех, на ком Твой гнев, и не стезёй заблудших» (Коран, сура 1), «и Мы (всеведением Нашим) определили ему путь быть благодарным (Господу) или неверным» (76:3). Название «мусульманин» (от áslama) означает «покорённый, подданный» воле Аллаха.

## Примеры
Втор. 28
| Благословения                                                                                                 | Проклятия                                                                         |
| --- | --------------------------------------------------------------------------------- |
| благословен ты в городе и благословен на поле                                                                 | проклят ты в городе и проклят ты на поле                                          |
| благословен плод чрева твоего, и плод земли твоей, и плод скота твоего, и плод твоих волов, и плод овец твоих | проклят плод чрева твоего, и плод земли твоей, плод твоих волов и плод овец твоих |
| благословенны житницы твои и кладовые твои                                                                    | прокляты житницы твои и кладовые твои                                             |
| благословен ты при входе твоём и благословен ты при выходе твоём                                              | проклят ты при входе твоём и проклят при выходе твоём                             |

Лк. 6
| Блаженства | Горести                                                                                        |
| --- | ---------------------------------------------------------------------------------------------- |
| блаженны нищие духом, ибо ваше есть Царствие Божие                                                                                         | горе вам, богатые, ибо вы уже получили своё утешение                                           |
| блаженны алчущие ныне, ибо насытитесь | горе вам, пресыщенные ныне, ибо взалчете                                                       |
| блаженны плачущие ныне, ибо воссмеётесь | горе вам, смеющиеся ныне, ибо восплачете и возрыдаете                                          |
| блаженны вы, когда возненавидят вас люди и когда отлучат вас, и будут поносить, и пронесут имя ваше, как бесчестное, за Сына Человеческого | горе вам, когда все люди будут говорить о вас хорошо, ибо так поступали с лжепророками отцы их |